# Urodasys completus
Urodasys completus is een buikharige uit de familie van de Macrodasyidae. De wetenschappelijke naam van de soort werd voor het eerst geldig gepubliceerd in 2017 door Todaro, Cesaretti en Dal Zotto.